# Cintas

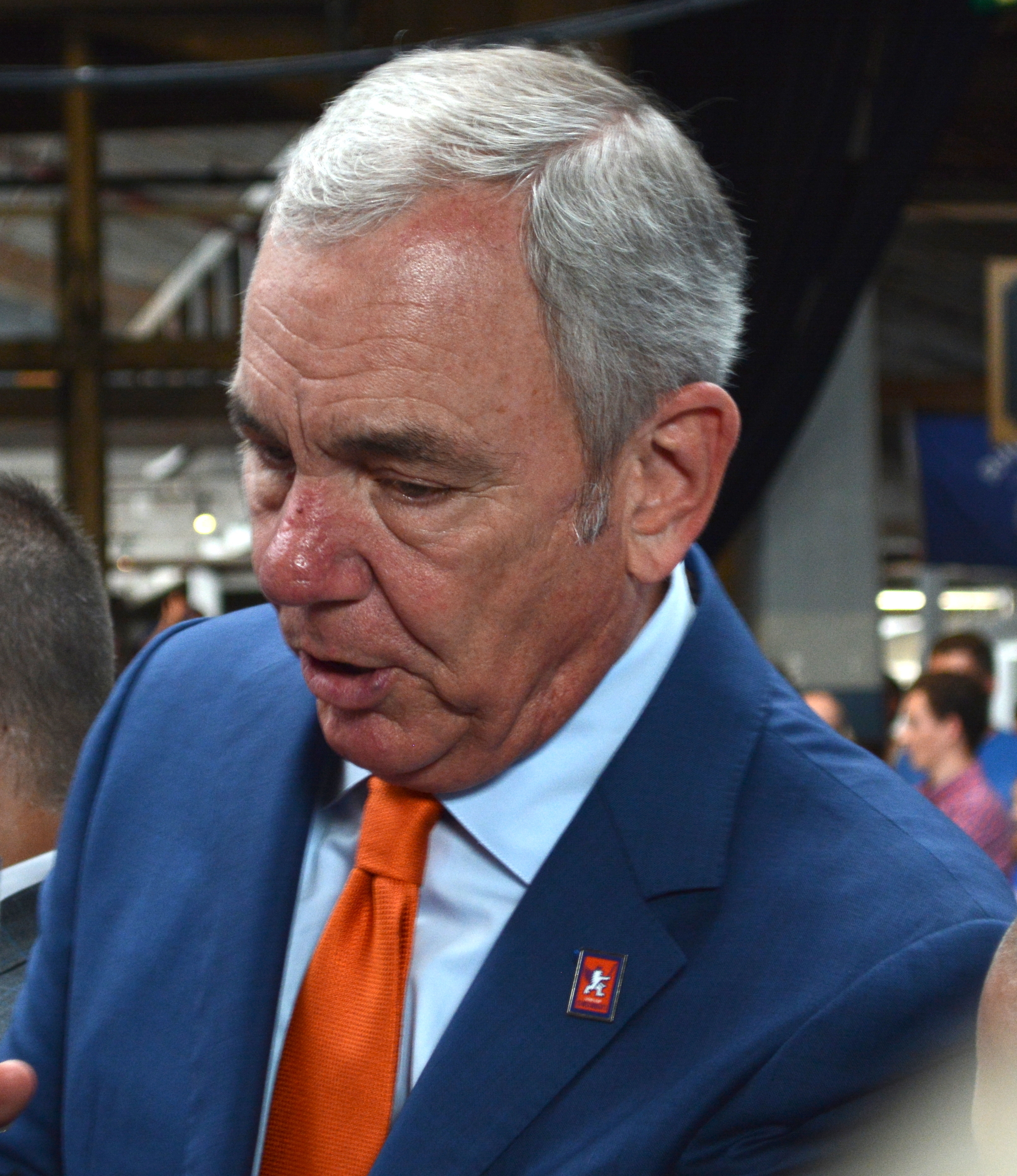
CEO Scott Farmer

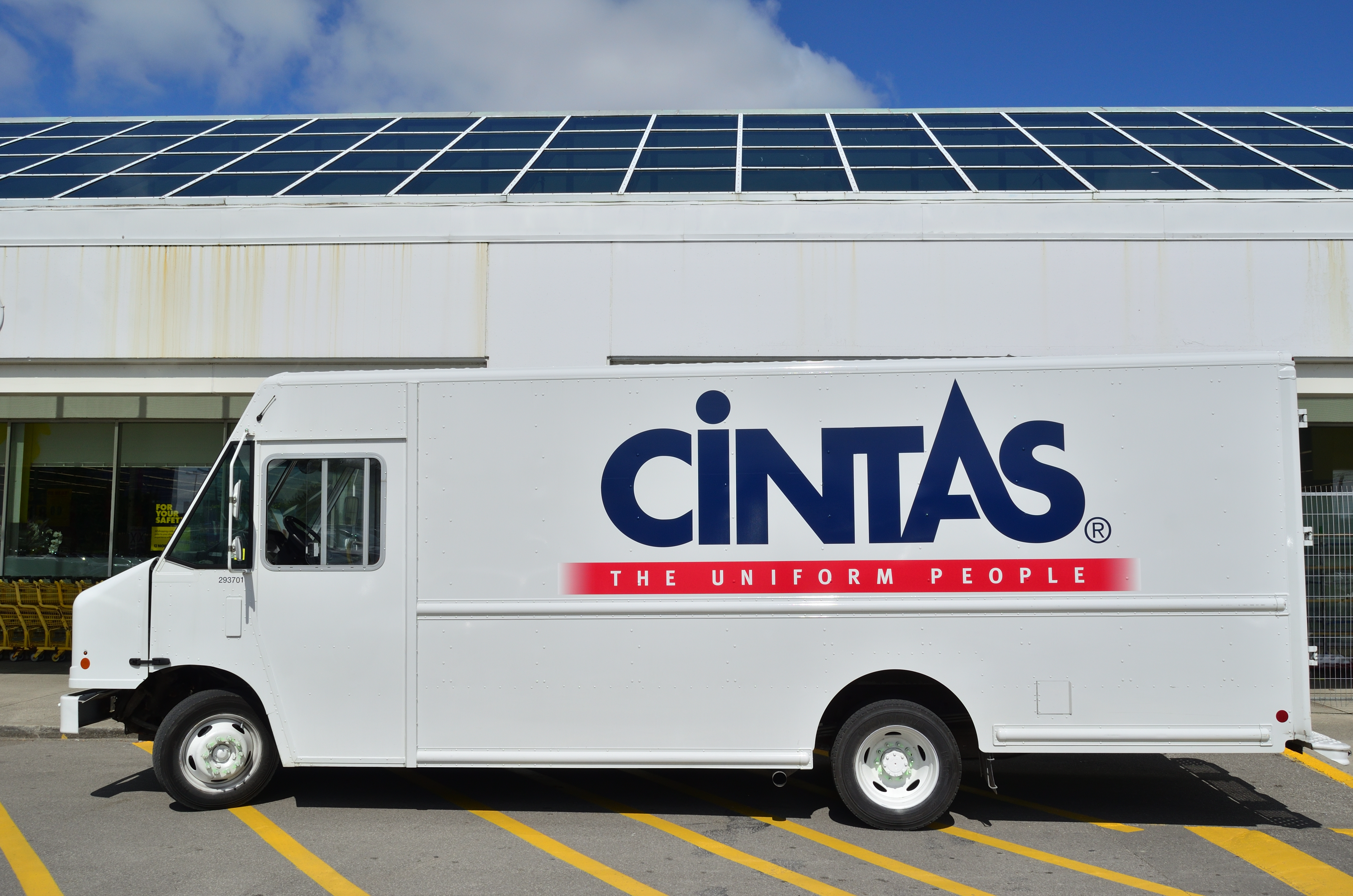
Cintas Transporter in Markham, Ontario

Cintas ist ein US-amerikanisches Unternehmen mit Sitz in Cincinnati, Ohio.
Cintas ist u. a. auf Herstellung und Verkauf von Berufsbekleidung und Uniformen spezialisiert und besteht seit 1968. Vorgänger war die Acme Industrial Laundry Company; 1929 von Richard Farmer gegründet.
Im Jahr 2014 fusionierte Cintas Document Shredding mit Shred-it.
Cintas beschäftigt rund 41.000 Mitarbeiter und ist im Aktienindex NASDAQ-100 gelistet.